# Népétine
La népétine est un composé organique de la famille des flavones O-méthylées, un type de flavonoïde. Elle est notamment présente dans Eupatorium ballotaefolium.

## Hétérosides
La népitrine est le 7-glucoside de la népétine.